# San Fernando (Romblon)
San Fernando é um município de  quarta classe de renda municipal (d) na província Romblon, nas Filipinas. De acordo com o censo de 1 de maio  de  2020 possui uma população de 24 171 pessoas e 5 641 domicílios.